# Real (Quezon)
Real is een gemeente in de Filipijnse provincie Quezon op het eiland Luzon. Bij de laatste census in 2010 telde de gemeente ruim 35 duizend inwoners.

## In het nieuws
- In december 2004 werd Real getroffen door de tyfoons Violeta, Winnie en Yoyong. Ongeveer 500 mensen kwamen daarbij om of zijn sindsdien vermist.

## Geografie

### Bestuurlijke indeling
Real is onderverdeeld in de volgende 17 barangays:
| - Bagong Silang - Capalong - Cawayan - Kiloloran - Llavac - Lubayat - Malapad - Maragondon - Masikap | - Maunlad - Pandan - Poblacion 61 - Poblacion I - Tagumpay - Tanauan - Tignoan - Ungos |

## Demografie
Real had bij de census van 2010 een inwoneraantal van 35.189 mensen. Dit waren 2.116 mensen (6,4%) meer dan bij de vorige census van 2007. Ten opzichte van de census van 2000 was het aantal inwoners gegroeid met 4.505 mensen (14,7%). De gemiddelde jaarlijkse groei in die periode kwam daarmee uit op 1,38%, hetgeen lager was dan het landelijk jaarlijks gemiddelde over deze periode (1,90%).

De bevolkingsdichtheid van Real was ten tijde van de laatste census, met 35.189 inwoners op 563,89 km², 62,4 mensen per km².